# Morti nel 1682
| Questa pagina contiene informazioni ricavate automaticamente dalle voci biografiche con l'ausilio del template Bio e di un bot. L'aggiornamento è periodico e automatico e ricostruisce completamente la pagina. Se manca una persona in questa lista, sei pregato di non aggiungerla, ma accertati piuttosto che la sua voce biografica contenga il template Bio e che i dati anagrafici siano correttamente compilati. Se il template Bio manca, inseriscilo tu stesso o, in alternativa, metti l'avviso {{tmp\|Bio}} che ne segnala la mancanza. Se i dati riportati sono sbagliati, correggi direttamente la voce biografica; le modifiche saranno visibili in questa lista entro pochi giorni. Per chiarimenti vedi il progetto biografie. La lista contiene solo le 86 persone che sono citate nell'enciclopedia e per le quali è stato implementato correttamente il template Bio. Pagina aggiornata al 26 apr 2025. |

## Gennaio(5)
- 1º gennaio - Jacob Kettler, duca (n. 1610)
- 3 gennaio - Olof Verelius, storico svedese (n. 1618)
- 6 gennaio - Jusepe Martínez, pittore spagnolo (n. 1602)
- 13 gennaio - Francesco Cozza, pittore italiano (n. 1605)
- 22 gennaio - Carlo della Palma, vescovo cattolico italiano (n. 1614)

## Febbraio(7)
- 2 febbraio - Jean Le Pautre, incisore francese (n. 1618)
- 5 febbraio - Maria Antonia Colonna, religiosa italiana (n. 1634)
- 15 febbraio - Claudio de La Colombière, gesuita e scrittore francese (n. 1641)
- 15 febbraio - Gu Yanwu, scrittore e filologo cinese (n. 1613)
- 18 febbraio - Baldassare Longhena, architetto e scultore italiano
- 19 febbraio - Federico d'Assia-Darmstadt, cardinale e vescovo cattolico tedesco (n. 1616)
- 25 febbraio - Alessandro Stradella, compositore italiano (n. 1643)

## Marzo(8)
- 3 marzo - Humprecht Johann Czernin von und zu Chudenitz, nobile e diplomatico boemo (n. 1628)
- 8 marzo - Ottavio Ferrari, archeologo, filologo e bibliotecario italiano (n. 1607)
- 13 marzo - Dorotea Augusta di Holstein-Gottorp, nobile tedesca (n. 1602)
- 14 marzo - Gabriello Brunelli, scultore italiano (n. 1615)
- 14 marzo - Jacob van Ruisdael, pittore olandese
- 18 marzo - Arcangelo Tipaldi, vescovo cattolico italiano (n. 1618)
- 24 marzo - Federico di Württemberg-Neuenstadt, duca (n. 1615)
- 29 marzo - Roger Boyle, II conte di Orrery, politico irlandese (n. 1646)

## Aprile(7)
- 1º aprile - Franz Egon von Fürstenberg-Heiligenberg, vescovo cattolico, abate e generale tedesco (n. 1626)
- 3 aprile - Bartolomé Esteban Murillo, pittore spagnolo (n. 1618)
- 4 aprile - Micheł Kazimierz Pac, nobile (n. 1624)
- 14 aprile - Avvakum, religioso e scrittore russo (n. 1621)
- 16 aprile - Francesco Cascio, religioso e missionario italiano (n. 1600)
- 23 aprile - Carlo Settala, vescovo cattolico italiano
- 27 aprile - Antoine Dadin de Hauteserre, giurista e storico francese (n. 1602)

## Maggio(4)
- 7 maggio - Fëdor III di Russia, sovrano (n. 1661)
- 12 maggio - Michelangelo Ricci, cardinale e matematico italiano (n. 1619)
- 28 maggio - Gaston-Henri de Bourbon-Verneuil (n. 1601)
- 30 maggio - Thomas Case, religioso inglese (n. 1598)

## Giugno(3)
- 2 giugno - Francis Gage, presbitero britannico (n. 1621)
- 15 giugno - Francesco Buti, poeta e librettista italiano (n. 1604)
- 27 giugno - Ikeda Mitsumasa, militare giapponese (n. 1609)

## Luglio(1)
- 12 luglio - Jean Picard, abate e astronomo francese (n. 1620)

## Agosto(3)
- 10 agosto - Giovanni Sagredo, ambasciatore italiano (n. 1616)
- 24 agosto - John Maitland, I duca di Lauderdale, nobile e politico britannico (n. 1616)
- 24 agosto - Marie Charlotte de La Trémoille, nobildonna francese (n. 1632)

## Settembre(3)
- 7 settembre - Juan Caramuel y Lobkowitz, vescovo cattolico e matematico spagnolo (n. 1606)
- 8 settembre - Stefano Brancaccio, cardinale e arcivescovo cattolico italiano (n. 1618)
- 22 settembre - Jean-Boniface Festaz, filantropo e politico italiano (n. 1623)

## Ottobre(4)
- 5 ottobre - Flaminio Taja, cardinale italiano (n. 1600)
- 7 ottobre - Ludovico Buglio, missionario, gesuita e sinologo italiano (n. 1606)
- 19 ottobre - Thomas Browne, filosofo e scrittore britannico (n. 1605)
- 29 ottobre - Baptist Noel, III visconte Campden, politico inglese (n. 1611)

## Novembre(5)
- 2 novembre - Francis Browne, III visconte Montagu, nobile inglese (n. 1610)
- 5 novembre - Tommaso de Sarria, arcivescovo cattolico spagnolo (n. 1606)
- 13 novembre - Agostino Favoriti, poeta, presbitero e latinista italiano (n. 1624)
- 23 novembre - Claude Lorrain, pittore francese (n. 1600)
- 29 novembre - Ruperto del Palatinato, generale e ammiraglio tedesco (n. 1619)

## Dicembre(4)
- 7 dicembre - Maria Pico della Mirandola, nobile italiana (n. 1613)
- 12 dicembre - Johann Maximilian von Lamberg, nobile, diplomatico e politico austriaco (n. 1608)
- 13 dicembre - Aegidius Strauch II, teologo e matematico tedesco (n. 1632)
- 29 dicembre - Ulrich Schmid, condottiero e politico svizzero (n. 1626)

## Senza giorno specificato(32)
- Johannes van der Aack, pittore olandese (n. 1637)
- Giacomo Agostinetti, scrittore italiano (n. 1597)
- Alonso de Alcalá y Herrera, poeta spagnolo (n. 1599)
- Jacopo Baccarini, pittore italiano (n. 1605)
- Christian Adolf Balduin, alchimista tedesco (n. 1632)
- Luigi Battiferri, compositore e organista italiano
- Johann Joachim Becher, alchimista, chimico e economista tedesco (n. 1635)
- Niccolò Berrettoni, pittore italiano (n. 1637)
- Carlo Amedeo Botto, intagliatore e religioso italiano (n. 1639)
- Carlo Cesi, pittore e incisore italiano (n. 1622)
- Thomas Delavall, ufficiale inglese (n. 1620)
- Nikita Konstantinovič Dobrynin, religioso russo
- Adriaan Dortsman, architetto olandese (n. 1635)
- Cornelius Essex, pirata inglese
- Giuseppe Maria Figatelli, matematico e religioso italiano (n. 1611)
- Heneage Finch, I conte di Nottingham, nobile inglese (n. 1621)
- Cecilio Folli, medico italiano (n. 1614)
- Jan Hendrik Glazemaker, traduttore olandese (n. 1619)
- Ngawang Lozang Gyatso, monaco buddhista tibetano (n. 1617)
- Pieter Janssens Elinga, pittore olandese (n. 1623)
- Kiyohara Yukinobu, pittrice giapponese (n. 1643)
- David Leslie, politico scozzese (n. 1600)
- Pietro Paolo Lippi, pittore italiano
- Antoine Rossignol, crittologo francese (n. 1600)
- Giovanni Francesco Savaro, scrittore e oratore italiano (n. 1610)
- Stefano da Cesena, religioso e teologo italiano (n. 1605)
- Giovanni Battista Trabattone, compositore italiano
- Huijbregt van de Venne, pittore olandese (n. 1634)
- Richard White, matematico e fisico britannico (n. 1590)
- Abraham de Wicquefort, diplomatico e scrittore olandese (n. 1598)
- William Wright, corsaro inglese
- Giacomo Zanoni, botanico italiano (n. 1615)